# کمربند حیات

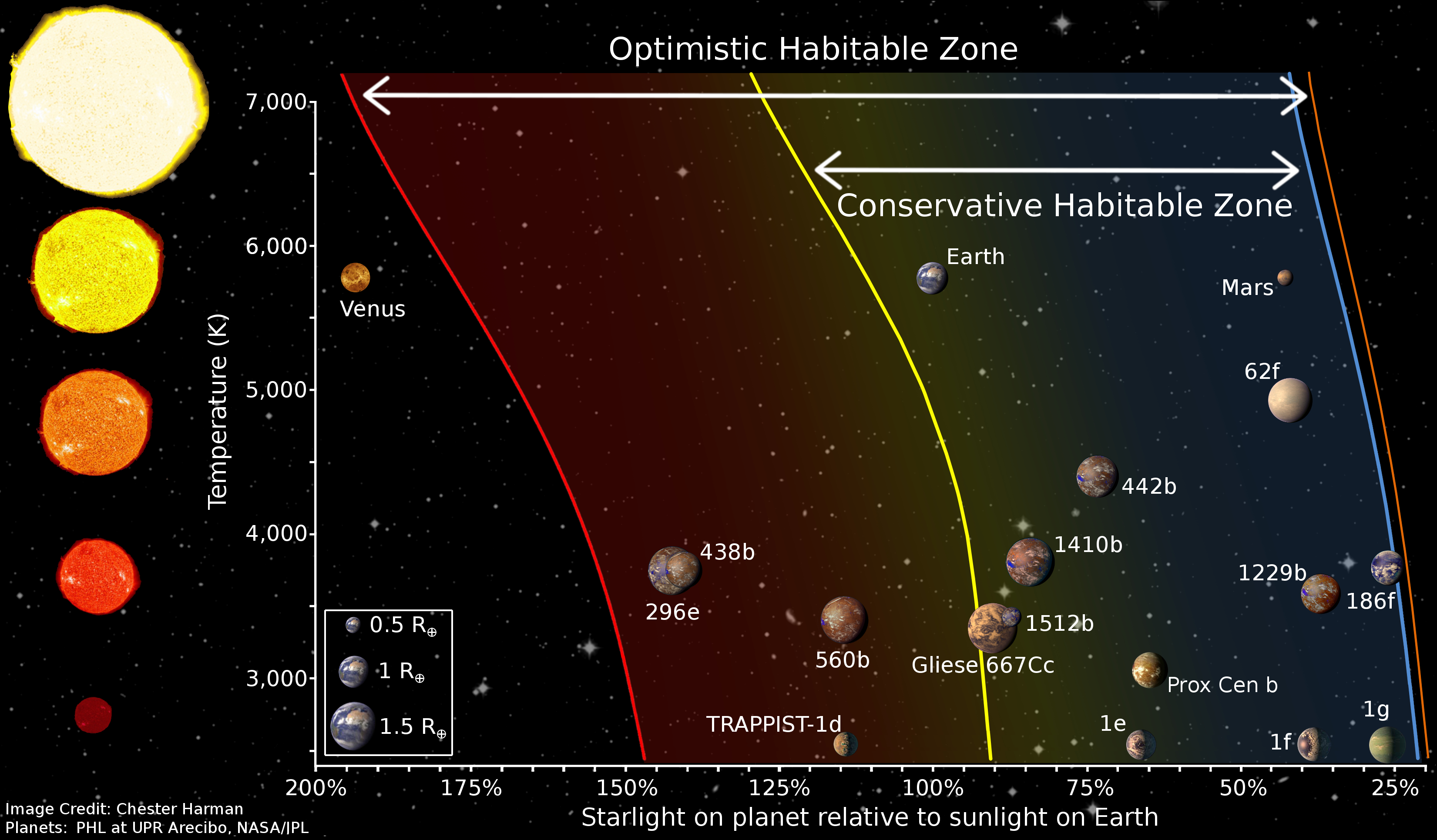
نموداری که مرزهای منطقهٔ قابل سکونت در پیرامون ستاره‌ها و چگونگی تأثیرگذاری نوع ستاره را در قرار گرفتن جای مرزها نشان می‌دهد. این نقشهٔ به‌روز شده همچنین سیاره‌های منظومهٔ خورشیدی؛ (زهره، زمین و مریخ)، و نیز سیاره‌های فراخورشیدیِ به‌ویژه مورد توجه؛ مانند تراپیست-۱دی، کپلر-۱۸۶اف، و نزدیکترین همسایهٔ ما پروکسیما قنطورس بی را، که در کمربند حیات ستارهٔ خود قرار دارند نشان می‌دهد.

کمربند حیات (به انگلیسی: Circumstellar Habitable Zone (CHZ)) یا منطقهٔ گُلدی‌لاکس (Goldilocks Zone) در اخترشناسی بازه‌ای از فاصله در سامانهٔ یک ستاره است که بتوان در آن سیاره‌ای با فشار اتمسفر کافی یافت کرد که شرایط وجود آب مایع در سطح خود را دارا باشد. این فاصله بر مبنای نیازهای شناخته شدهٔ زیست‌کرهٔ زمین، موقعیتش در منظومهٔ خورشیدی و مقدار انرژی حرارتی که از خورشید دریافت می‌کند، محاسبه می‌شود.
به دلیل اهمیت وجود آب مایع به عنوان لازمهٔ زندگی تصور می‌شد می‌توان با استفاده از کمربند حیات وسعتی از جهان که امکان زندگی فرازمینی در آن وجود دارد را تخمین زد. هر چند بعدها مشخص شد که امکان وجود آب مایع به علت وجود منابع حرارتی دیگر در اجرام آسمانی که خارج از این محدوده قرار دارند نیز وجود دارد و در واقع امکان زیست فرازمینی به این نواحی محدود نمی‌شود.
از سال ۱۹۵۳ میلادی که مفهوم کمربند حیات برای نخستین‌بار مطرح شد، تاکنون سیاره‌های بسیاری در این نواحی یافت شده‌اند که بیشتر آن‌ها ابرزمین یا غول گازی با ابعادی بسیار بزرگ‌تر از زمین هستند، چرا که شناسایی اینگونه سیارات آسان‌تر است. در ۴ نوامبر ۲۰۱۳ میلادی ستاره‌شناسان اعلام کردند که بر اساس اطلاعات تلسکوپ فضایی کپلر امکان وجود نزدیک ۴۰ میلیارد سیارهٔ زمین‌سان در کهکشان راه شیری وجود دارد که در کمربند حیات در حال گردش حول ستارهٔ خود باشند، نزدیک‌ترین آن‌ها در حدود ۱۲ سال نوری از زمین فاصله دارد.